# Input lag
Input lag s'utilitza per descriure el retard entre una entrada elèctrica i l'acció resposta que aquesta ha de generar—per exemple, premer un botó i observar la resposta en pantalla 1/24 fracció de segon després.
En videojocs, l'input lag és qualsevol retard entre el televisor o monitor revent un senyal i aquest mateix senyal sent mostrat a la pantalla. També pot ser el retard entre prémer un botó i veure el joc reacciona.
En desenvolupament de maquinari electrònic, input lag és el retard entre el moment en què es genera un senyal electrònic d'entrada (per exepmle prement un botó) i el moment en què és processat.